# Lacrim
Pour les articles ayant des titres homophones, voir La Crim' et La Crime.
Lacrim, de son vrai nom Karim Zenoud, est un rappeur et acteur franco-algérien, né le 19 avril 1985 à Paris. Son nom de scène est une contraction de la brigade de police criminelle, surnommée « la Crim' » par apocope. 
En 2008, Lacrim décide de se lancer dans une carrière musicale grâce à plusieurs collaborations avec Mister You, rappeur qu'il a rencontré en prison et l'a propulsé[réf. nécessaire]. Sa carrière débute réellement en 2012, avec la sortie de son premier album, Faites entrer Lacrim.
Tout au long de sa carrière, Lacrim a produit 5 albums studio et 8 mixtapes pour 1,8 millions d'albums vendus et + de 3 milliards d'écoutes sur les plateformes de streaming

## Biographie

### Jeunesse (1985-2009)
Karim Zenoud naît dans le 20e arrondissement de Paris de parents immigrés algériens. Il est par ailleurs le petit-fils de la comédienne Ouardia Hamtouche. Il passe les cinq premières années de sa vie dans le 13e arrondissement, avant que ses parents n’emménagent définitivement à Chevilly-Larue, au sud de la capitale.

### Carrière

#### Débuts (2008-2012)
Lacrim a commencé à pratiquer le rap en 2005 mais s'y consacre pleinement à partir de 2008.
Il a commencé à faire son apparition dans le rap grâce à sa rencontre avec Mister You, qu'il déclare avoir rencontré en prison. Lacrim a rappé sur le projet ArrêteYou Si Tu Peux de Mister You en 2009. Lacrim a eu d’importants problèmes avec la justice, c’est ce dont il va s’inspirer pour faire son projet de 15 titres qui est une mixtape appelée Liberté Provisoire,.
Le 14 mai 2012, il sort son premier album, Faites entrer Lacrim. Celui-ci contient des featurings du Rat Luciano, Rim'K, Keny Arkana et Atheena. Bien accueilli, l'album atteint la 16e position des meilleures ventes d'album.
Le 17 décembre 2012 sort Toujours Le même, qui comporte plusieurs featurings, notamment de Niro, Seth Gueko, Rimkus, Le Rat Luciano, Hayce Lemsi, Mister You, Wanis, Still Fresh, Léa Castel, Médine, Kamelenouvo, Kalash L'Afro et Klakette.
La Fouine est accusé en septembre 2013 d'avoir plagié le clip Dos en or de Lacrim dans son clip La Fête des Mères, notamment en reprenant à l'identique l'image d'une « personne décédée sous un drap blanc ».
Par le biais de featurings, il poursuit même en prison son parcours discographique : le 28 octobre, sur la mixtape Superdécharge de Sillex ; le 4 novembre, avec le titre Mafioso, sur la mixtape Électron Libre d'Hayce Lemsi ; le 3 janvier, sur le single Du nord au sud de JUL ; et le 10 février, 11.43, sur l'album Le Prince de Mister You. Lacrim est libéré le 24 février 2014.

#### Né pour mouriretCorleone(2013-2014)
Le 3 juin 2013, il publie un EP de dix titres intitulé Né pour mourir. Ce disque se hisse à la 12e place des charts français. Il signe à ce moment avec le label Def Jam, filiale d'Universal, qui a distribué les Beastie Boys, DMX et Disiz.
Le 1er septembre 2014 sort chez Def Jam son premier album depuis son incarcération et depuis sa signature chez une major : Corleone. Le marketing et la qualité des précédents opus avaient créé une forte attente, qui se traduit par 28 033 ventes en France durant la première semaine. C'est alors le disque le mieux vendu du top albums. L'album est cependant mal accueilli par la critique, qui note un son RnB et typique des majors, par opposition avec le son plus brut des précédents disques. Le 17 septembre 2014, dans l'émission de télévision Touche pas à mon poste !, l'animateur Cyril Hanouna remet à Lacrim un disque d'or pour célébrer le cap des 50 000 ventes,,. Corleone est aujourd'hui certifié disque de platine.

#### R.I.P.R.O. IetII(2015)
Le 23 mars 2015, Lacrim est condamné par contumace à trois ans d'emprisonnement ferme par le tribunal correctionnel de Marseille. Ses empreintes ont en effet été relevées sur des kalachnikovs retrouvées dans un dépôt d'armes dans les quartiers nord marseillais et qu'il aurait utilisées pour tourner son clip Viens je t'emmène en 2011. 
Il s'enfuit alors au Maroc,. Lacrim passe sa cavale entre l'Espagne et le Maroc, avant de rejoindre clandestinement l'Algérie. Durant cette période, il prépare la mixtape R.I.P.R.O. Volume I et s'occupe de ses enfants. Après près de cinq mois, Lacrim souhaite se rendre à la police, son avocat contacte alors le procureur de la République afin qu'il puisse être arrêté. Il dit être « fatigué » et avoir perdu 10 kg durant sa fuite.
La semaine du 1er juin, R.I.P.R.O. Volume I atteint la première place du Top Albums français. La mixtape devient disque d'or en un mois puis disque de platine.
Lors de l'annonce des chiffres de ventes de la première semaine d'exploitation de sa mixtape R.I.P.R.O. Volume I, le 10 juin 2015 (24 126 exemplaires écoulés en une semaine), Lacrim déclare préparer un deuxième volet, R.I.P.R.O. Volume II, via une vidéo publiée sur sa page Facebook, qui sort le 11 décembre 2015 et s'écoule à 26 875 exemplaires en première semaine avant d'être certifié disque d'or un mois plus tard.
Lacrim est libéré le 28 novembre 2016, après un peu plus d'une année passée en prison. Peu après sa sortie de prison, la mixtape R.I.P.R.O. Volume II est certifiée disque de platine.

#### Force & HonneuretR.I.P.R.O. III(2017)
Son projet Force & Honneur sort le 31 mars 2017. Le rappeur lance également une web série du même nom que son album sur YouTube. L'album devient disque d'or en une semaine puis disque de platine en trois semaines. En août 2017, Force & Honneur est certifié double disque de platine. En février 2020, près de deux ans après sa sortie, l'album est certifié triple disque de platine en atteignant le cap des 300 000 ventes.
Le 27 novembre 2017, il publie sa mixtape R.I.P.R.O. Volume III. Elle est certifiée disque d'or en deux semaines, disque de platine en un peu plus d'un mois puis double disque de platine.
En 2025, le projet est certifié triple disque de platine.

#### LACRIMetR.I.P.R.O. 4(2019-2020)
Le 8 février 2019, le rappeur sort un double album intitulé LACRIM. Celui-ci devient disque d'or en mai 2019, trois mois après sa sortie.
En août 2020, il annonce la sortie de sa mixtape R.I.P.R.O Volume IV, dont la publication est prévue pour le 16 octobre. Il annonce également que ce sera la dernière de la série,. Pour ce projet, il collabore notamment avec Niska, Maes, Soso Maness, Ninho, Leto, Sfera Ebbasta & Vladimir Cauchemar, Goulag ou encore Jul.
Une semaine après sa sortie, la mixtape s'est écoulée à 20 415 exemplaires. Elle est certifiée disque d'or en décembre, soit deux mois après sa sortie.

#### Le classico organiséetPersona non grata(2021)
Le 22 septembre 2021, Lacrim sort le single L’immortale, afin de faire patienter ses fans jusqu' au 10 décembre 2021 date de sortie de son 4e album Persona non grata
Les deux titres OTF et Tulum sont créés par le réalisateur artistique et fondateur d'une marque vestimentaire Flo Moser
En novembre 2021, il participe au projet collectif Le Classico organisé, célèbre projet à l'initiative de Jul sur le morceau Loi de la calle en compagnie de Mister You, Alonzo, Niro, Kofs, Le Rat Luciano et Da Uzi. En parallèle, il collabore avec les rappeurs italiens Sacky et Baby Gang sur le titre Gennaro & Ciro, inspiré des personnages principaux de la série Gomorra.
Le 10 novembre 2021, il annonce que son album sera disponible en précommande à 12 h et que toutes les personnes ayant précommandé l’album en version physique recevront aussi en surprise la toute première mixtape de Lacrim en édition limitée intitulée Liberté provisoire sources demandés qsortie en 2010 et qui l’a fait connaître au grand public. Puis à 18 h, il sort donc le premier extrait intitulé Kanun. 
Après une absence de 3 ans depuis le succès d’estime et commercial rencontré avec Persona Non Grata (2021), Lacrim dévoile, le vendredi 19 avril, 7 vies en featuring avec Sofiane Pamart et son clip. VENI VEDI VICI qui est en approche.

#### Veni Vidi Vici(2024)
En 2024, il sort son album Veni, Vedi, Vici.
On retrouve en Featuring SDM Alonzo Gazo Kore Tion Wayne Vacra PLK
La veille de la sortie de l'album il fera le DVM Show sur Twitch où il annoncera un Accor Arena le 19 février 2025 à Paris devant 20 000 personnes
Quelques temps après la sortie du projet, il y rajoutera 5 titres bonus dont le très attendu Karim B qui avait été teasé des années auparavant.
Le projet est certifié disque de platine.

#### RIPRO(2025)
Une dizaine de jour avant le concert à l'Accor Arena qui marquera la fin de sa tournée, le 7 février sort "RIPRO" où on retrouve en featuring Ziak ZKR Guy2Bezbar Soolking Oli KLM Mister You.
Début été 2025 il publiera 3 sons en + dans le projet.

## Affaires judiciaires
En 2000, il fait son premier braquage. Il multiplie les condamnations jusqu'en 2001, date de sa première incarcération. Il retournera à trois reprises en 2002, 2003, puis 2009 à la maison d'arrêt de la Santé. Libéré en 2006 après deux ans et demi d'incarcération, il s'installe en Espagne où il passe trois ans avant de rentrer en 2009, à Marseille : c'est là alors que sa carrière musicale débute.
Le 9 octobre 2012, Lacrim est condamné par la 10e chambre du tribunal correctionnel de Paris, à 4 ans de prison (dont 2 ans avec sursis),, pour une affaire de braquage remontant à 2002. Il est incarcéré au mois d'août 2013 à Aix-en-Provence,,. Peu après son incarcération, une communication a lieu sur le site officiel, Facebook et Twitter. Une photo de Lacrim en détention prise durant la promenade est diffusée, parallèlement à un appel à lui écrire.

## Style musical
Certains des morceaux de Lacrim utilisent des samples de dialogues de films, principalement des films de gangsters ou sur la mafia. Ses premiers albums abordent principalement la criminalité. Son style de rap assez saccadé, parfois rapide et souvent puissant, profite aussi de sa voix grave
Musicalement, le son évolue vers une production plus douce, proche des morceaux des années 2010 des grosses majors, avec une « voix RnB », et l'utilisation sur la plupart des morceaux de l'auto-tune. L'artiste assume son choix et le défend, estimant « qu'avec de l'auto-tune les émotions passent mieux ». Il considère en outre que la préférence pour un son brut est une « forme de racisme musical »à ; pour Lacrim, son son est toujours authentique et sa démarche intègre et non liée au cahier de charge des majors dans un objectif de ventes : « Je fais ma musique par instinct, pas par stratégie. »
Lacrim remporte aussi le prix de la « meilleure révélation » au festival Trace Urban Music Awards 2014.

## Discographie

### Clips vidéo
- 31 octobre 2013 : Un arabe à Miami
- 31 octobre 2013 : On va tout perdre feat. Mister You
- 31 octobre 2013 : D'où je viens tu connais
- 16 avril 2014 : Mon glock te mettra à genoux
- 18 juillet 2014 : Pocket Coffee
- 28 août 2014 : On fait pas ça feat. Lil Durk
- 29 septembre 2014 : Barbade
- 15 décembre 2014 : A.W.A feat. French Montana
- 11 mai 2015 : Sablier
- 21 mai 2015 : Carte de la vieillesse
- 29 mai 2015 : Billets en l’air
- 11 juin 2015 : Voyous feat. Gradur
- 28 juillet 2015 : Y a R
- 7 septembre 2015 : Money feat. Migos
- 26 octobre 2015 : Gustavo Gaviria
- 6 novembre 2015 : Poutine
- 25 novembre 2015 : Brasse au max
- 30 novembre 2015 : J'ai mal
- 11 décembre 2015 : Marabout
- 22 janvier 2016 : C'est ma vie
- 13 avril 2016 : On se reverra
- 24 mars 2017 : Colonel Carrillo
- 28 juin 2017 : Oh bah oui feat. Booba
- 24 juillet 2017 : Ce soir ne sors pas feat. Gims
- 15 septembre 2017 : Judy Moncada
- 3 novembre 2017 : Tous les mêmes
- 7 mars 2018 : Noche feat. Damso
- 21 décembre 2018 : Jon Snow
- 4 janvier 2019 : Solo
- 7 février 2019 : Bloody feat. 6ix9ine
- 1er avril 2019 : Never Personal feat. Rick Ross
- 12 juin 2020 : Allez n**** ta mère feat. Soso Maness
- 23 septembre 2020 : Jacques Chirac
- 15 octobre 2020 : Végéta
- 9 novembre 2020 : Boston George feat. Maes
- 17 février 2021 : Dadinho feat. Ninho
- 7 juillet 2021 : Santorini feat. Rimkus
- 22 septembre 2021 : L'immortale
- 10 novembre 2021 : Kanun
- 8 décembre 2021 : Señor de los Gallos feat. Werenoi
- 17 février 2022 : Reda l'Égyptien (trilogie)
- 23 mars 2022 : On l'a pas choisi
- 8 juillet 2022 : Plata et Plomo feat. Many GT
- 26 mai 2023 : Gogeta feat. Mister You
- 11 août 2023 : TESLA feat. DaChoyce
- 8 novembre 2023 : Main moite
- 8 novembre 2023 : Code barre
- 15 décembre 2023 : Fugazi
- 18 décembre 2023 : John Gotti feat. Baby Gang
- 22 décembre 2023 : Concrete feat. Murda
- 6 mars 2024 : 𝐂𝐎𝐑𝐋𝐄𝐎𝐍𝐄 𝐈𝐈
- 19 avril 2024 : 7 vies feat. Sofiane Pamart
- 17 mai 2024 : Colisée feat. SDM
- 19 juin 2024 : No lo sé
- 16 décembre 2024 : Ivar
- 23 janvier 2025 : Wow

### Apparitions
- 2009 : Sexion d'Assaut feat Mister You & Lacrim - Abracadabrah (mixtape secrète la maxi dépouille 2 de Sexion d'Assaut)
- 2009 : Mister You feat. Gorsafara & Lacrim - Quand je croise (mixtape Arrete YOU si tu peux de Mister You)
- 2010 : Alkpote feat. Lacrim, Sofiane, Zizanie, Jox - La résistance (mixtape ALKpote & La Crème d'île 2 France)
- 2010 : Mister You feat. Lacrim, Zesau, Brulux & Abis - Nos vacances (mixtape Présumé coupablede Mister You)
- 2010 : Mister You feat. Lacrim - La rue a ses dits-ban (mixtape Présumé coupable de Mister You)
- 2010 : Mister You feat. Lacrim, Sillex & Seven - Man on Fire (mixtape MDR : mec de rue de Mister You)
- 2010 : Mister You feat. Wira, Lacrim & Rimkus - Mec de rue (mixtape MDR : mec de rue de Mister You)
- 2011 : Mister You feat. Lacrim - Venus pour tout saccager (album Dans ma grotte de Mister You)
- 2011 : Jpoo feat. Lacrim - J'esquive la loi (mixtape Ghetto vétéran de Jpoo)
- 2011 : DJ Kore feat. Lacrim, Mister You & Zahouani - Zahwani-You (compilation Raï'n'B Fever 4)
- 2012 : Mister You feat. Lacrim & Seth Gueko - On se rattrape (sur la mixtape MDR : mec de rue 2 de Mister You)
- 2013 : Tirgo feat. Mister You & Lacrim - Ya ceux (mixtape Toujours au-dessus de Tirgo)
- 2013 : Seth Gueko feat. Lacrim, Rim'K & Mac Tyer - Paco Rayban (album Bad Cowboy de Seth Gueko)
- 2013 : Hayce Lemsi feat. Lacrim - Mafiosa (sur la mixtape Électron libre de Hayce Lemsi)
- 2013 : Jul feat. Lacrim - Du Nord au Sud
- 2013 : DJ Sem feat. Lacrim & Houssem - Ya Omri
- 2013 : Lil' Saï feat. Lacrim - On garde le sourire
- 2013 : Brulé feat. Lacrim - Acte V (sur la mixtape de Brulé, Brulux on the Flux)
- 2014 : Mister You feat. Al Bandit, Lacrim, Nessbeal, Brulé, Blaxo & Tigro - 11.43 (sur l'album Le Prince de Mister You)
- 2015 : Alonzo feat. Lacrim - Merci (sur l'album Règlement de comptes d'Alonzo)
- 2015 : Gradur feat. Lacrim - La douille (album L'Homme au bob de Gradur)
- 2015 : Kaaris feat. Lacrim - El Chapo (album Le Bruit de mon âme de Kaaris)
- 2015 : Reda City 16 feat. Lacrim & Kader Japonais - Infidèle
- 2015 : Seth Gueko feat. Lacrim - Comment on fait (album Professeur punchline de Seth Gueko)
- 2015 : L'Algérino feat. Lacrim - BAWA (remix) (album Oriental Dream de L'Algérino)
- 2015 : SCH feat. Lacrim - Liquide (mixtape A7 de SCH)
- 2015 : Gradur feat. Lacrim, Alonzo & Niska - La Moula (sur la mixtape Sheguey Vara 2 de Gradur)
- 2015 : Rohff feat. Lacrim - La crème de la crème (sur l'album Le Rohff Game de Rohff)
- 2016 : Rim'K feat. Lacrim - Stupéfiant (sur l'album Monster Tape de Rim'K)
- 2016 : Lacrim & SCH - Tony (extrait de la bande originale du film, Pattaya)
- 2016 : Lacrim, Lapso Laps, Sadek & SCH - Mon frelo (A.W.A Gang Remix) (extrait de la bande originale du film, Pattaya)
- 2016 : French Montana & Lacrim - J'suis qu'un thug (Remix) (extrait de la bande originale du film, Pattaya)
- 2017 : SCH feat. Lacrim - Ça va (sur l'album Deo Favente de SCH)
- 2017 : Kalash feat. Lacrim - Snitch (sur l'album Mwaka Moon de Kalash)
- 2017 : Still Fresh feat. Lacrim - De jours comme de nuits (sur l'album Cœur Noir de Still Fresh)
- 2018 : Lacrim feat. M-Y - Les jours se repetent
- 2018 : AM La Scampia feat. Lacrim - Maradona
- 2018 : Dosseh feat. Lacrim - V.L.T (sur l’album Vidalo$$a de Dosseh)
- 2018 : Hornet la Frappe feat. Lacrim - Rolls (sur l’album Dans les yeux de Hornet La Frappe)
- 2018 : Soolking feat. Sofiane & Lacrim - Cosa Nostra (sur l'album Fruit du démon de Soolking)
- 2018 : 3robi feat. Lacrim - Dix Millions De Dollars
- 2019 : Amel Bent feat. Lacrim - Attendez-moi (sur l'album Demain d'Amel Bent)
- 2019 : Naps feat. Lacrim - Fortuné (sur l'album On est fait pour ça de Naps)
- 2019 : Mister You feat. Lacrim - Carnal (sur l'album Hasta la Muerte de Mister You)
- 2019 : Kery James feat. Lacrim - Tuer un homme (sur l'album Tu vois j'rap encore de Kery James)
- 2020 : L'As feat. Lacrim - Distances
- 2020 : Sam's & Lacrim - Validé (sur la bande originale de la série Validé)
- 2020 : Soso Maness feat. Lacrim - Qu'est-ce qu'ils connaissent ? (sur l'album Mistral de Soso Maness)
- 2020 : Leto feat. Lacrim - Big Money (sur l'album 100 visages de Leto)
- 2021 : Brulux feat. Lacrim - San Diego (sur l'album La sans pitax de Brulux)
- 2021 : Sadek feat. Rimkus & Lacrim - La vista (sur l'album Aimons-nous vivants de Sadek)
- 2021 : Marwa Loud feat. Lacrim - Bendo (sur l'album Again de Marwa Loud)
- 2021 : Rimkus feat. Lacrim - Santorini (sur la mixtape Boîte noire de Rimkus)
- 2021 : Rimkus feat. Koba LaD & Lacrim - Jour de paye (sur la mixtape Boîte noire de Rimkus)
- 2021 : Lacrim, Alonzo, Mister You, Jul, Niro, Kofs, Le Rat Luciano, DA Uzi - Loi de la calle (sur l'album Le Classico organisé)
- 2022 : Rimkus feat. Lacrim - Gennaro et Gustavo (sur la mixtape Boîte noire de Rimkus)
- 2022 : DA Uzi feat. Lacrim - Salute (sur l'album Le chemin des braves de DA Uzi)
- 2023 : Kofs feat. Lacrim - Bang Bang Bang (sur l'album Matrixé de Kofs)
- 2024 : Mac Tyer feat. Lacrim - Everyday (sur l'album La vie du triple OG de Mac Tyer)
- 2024 : Mac Tyer feat. Soso Maness & Lacrim - Sicario (sur l'album La vie du triple OG de Mac Tyer)

## Web-série
- 2017 : Force & Honneur (saison 1)
- 2018 : Force & Honneur (saison 2)
- 2024 : Force & Honneur (saison 3)[54]

## Classements
| Année | Disque               | Meilleure position | Meilleure position | Meilleure position | Meilleure position | Certification | Ventes             |
| Année | Disque               | Belgique Fl        | Belgique Wa        | France             | Suisse             | Certification | Ventes             |
| ----- | -------------------- | ------------------ | ------------------ | ------------------ | ------------------ | ------------- | ------------------ |
| 2010  | Liberté Provisoire   | -                  | -                  | -                  | -                  | -             | - France : Inconnu |
| 2012  | Faites entrer Lacrim | -                  | -                  | 4                  | -                  | -             | - France : Inconnu |
| 2012  | Toujours le même     | -                  | -                  | 2                  | -                  | -             | - France : Inconnu |
| 2013  | Né pour mourir       | -                  | 5                  | 3                  | -                  | -             | - France : Inconnu |
| 2014  | Corleone             | 4                  | 1                  | 1                  | 3                  | 2 × Platine   | - France : 200 000 |
| 2015  | Ripro Vol.1          | 25                 | 3                  | 1                  | 2                  | Platine       | - France : 180 000 |
| 2015  | Ripro Vol.2          | -                  | 9                  | 4                  | 14                 | Platine       | - France : 190 000 |
| 2017  | Force & honneur      | 1                  | 1                  | 1                  | 1                  | 3 × Platine   | - France : 370 000 |
| 2017  | Ripro Vol.3          | 8                  | 5                  | 1                  | 2                  | 3 × Platine   | - France : 300 000 |
| 2019  | Lacrim               | -                  | 10                 | 1                  | -                  | Platine       | - France : 110 000 |
| 2020  | Ripro Vol.4          | 34                 | 6                  | 2                  | 12                 | Platine       | - France : 160 000 |
| 2021  | Persona non grata    | 73                 | 12                 | 6                  | 23                 | Platine       | - France : 110 000 |
| 2024  | VENI VIDI VICI       | -                  | 5                  | 1                  | 26                 | Platine       | - France : 120 000 |
| 2025  | RIPRO                | -                  | 11                 | 1                  | 33                 | -             | - France : 35 000  |